# Trans Europa Express
Trans Europa Express – szósty album niemieckiego zespołu Kraftwerk, wydany w 1977 roku.
Zespół nagrał płytę w drugiej połowie 1976 roku we własnym studio Kling Klang w Düsseldorfie w składzie: Ralf Hütter, Florian Schneider, Karl Bartos, Wolfgang Flür. Album został w większości poświęcony pociągom ekspresowym Trans-Europ-Express (TEE), kursującym między dawnymi państwami EWG i Szwajcarią, choć stanowił także refleksję nad Europą. Pierwotnie płyta miała nazywać się Europe Endless. Oprócz niemieckiej, nagrana została także anglojęzyczna wersja albumu, wydana jako Trans-Europe Express. Powstała również francuskojęzyczna wersja piosenki „Showroom Dummies”, zatytułowana „Les Mannequins”.
Album spotkał się z pozytywnym odbiorem i osiągnął większy sukces na listach sprzedaży niż poprzednia płyta. W 2003 album został sklasyfikowany na 253. miejscu listy 500 albumów wszech czasów magazynu Rolling Stone, a w 2013 na 81. miejscu listy 500 albumów wszech czasów magazynu NME. Płyta znalazła się także na listach najważniejszych albumów wszech czasów takich publikacji jak Mojo (48. miejsce), Blender czy Sounds.

## Lista utworów
Podany czas trwania utworów tyczy się wydań winylowych. Ich długość na wydaniach kompaktowych i cyfrowych może nieco się różnić.

### Wydanie niemieckie
Strona A
| 1. | „Europa Endlos”      | 9:35  |
|    |                      |       |
| 2. | „Spiegelsaal”        | 7:50  |
|    |                      |       |
| 3. | „Schaufensterpuppen” | 6:10  |
|    |                      |       |
|    |                      | 23:35 |
|    |                      |       |
Strona B
| 1. | „Trans Europa Express” | 6:40  |
|    |                        |       |
| 2. | „Metall auf Metall”    | 2:10  |
|    |                        |       |
| 3. | „Abzug”                | 4:42  |
|    |                        |       |
| 4. | „Franz Schubert”       | 4:25  |
|    |                        |       |
| 5. | „Endlos Endlos”        | 0:45  |
|    |                        |       |
|    |                        | 18:42 |
|    |                        |       |

### Wydanie angielskie
Początkowo na wersji anglojęzycznej nagranie „Abzug” zostało zgrane z „Metal on Metal” jako jedna ścieżka. Na wersji zremasterowanej z 2009 roku utwory te występują już jako dwie osobne ścieżki, tak jak ma to miejsce na wersji niemieckiej.
Strona A
| 1. | „Europe Endless”      | 9:35  |
|    |                       |       |
| 2. | „The Hall of Mirrors” | 7:50  |
|    |                       |       |
| 3. | „Showroom Dummies”    | 6:10  |
|    |                       |       |
|    |                       | 23:35 |
|    |                       |       |
Strona B
| 1. | „Trans-Europe Express” | 6:40  |
|    |                        |       |
| 2. | „Metal on Metal”       | 6:52  |
|    |                        |       |
| 3. | „Franz Schubert”       | 4:25  |
|    |                        |       |
| 4. | „Endless Endless”      | 0:45  |
|    |                        |       |
|    |                        | 18:42 |
|    |                        |       |

## Pozycje na listach
| Kraj              | Pozycja |
| ----------------- | ------- |
| Francja           | 2       |
| Niemcy            | 32      |
| Stany Zjednoczone | 119     |
| Szwecja           | 32      |
| Wielka Brytania   | 49      |

## Certyfikaty
| Kraj            | Certyfikat    | Sprzedaż |
| --------------- | ------------- | -------- |
| Wielka Brytania | srebrna płyta | 60 000   |